# Agylla bisecta
Agylla bisecta är en fjärilsart som beskrevs av Rothschild 1912. Agylla bisecta ingår i släktet Agylla och familjen björnspinnare. Inga underarter finns listade i Catalogue of Life.